# Torneo Apertura 2011 (El Salvador)
El Torneo Apertura 2011 fue el 27º torneo corto desde la creación del formato de un campeonato Apertura y Clausura, que se juega en la Primera División de El Salvador. La competencia fue ganada por Isidro Metapán que conquistó el sexto título en su historia, y ganó el derecho para participar en la Concacaf Liga Campeones 2012-13.
La temporada se desarrolló entre el 30 de julio y el 18 de diciembre de ese mismo año. Al igual que años anteriores, la liga se compone de 10 equipos, cada uno jugando partidos de local y visita contra los otros clubes para un total de 18 partidos. Los cuatro mejores equipos al final de la temporada regular tomarán parte de las semifinales.
La empresa que posee los derechos exclusivos para transmitir por televisión en El Salvador y Estados Unidos es Telecorporación Salvadoreña, a través de canal 4.

## Ascenso  y  descenso
| Pos | Descendido de Primera División 2010/11 |
| --- | -------------------------------------- |
| 8º  | Atlético Balboa                        |

| Pos | Ascendido de la Segunda División |
| --- | -------------------------------- |
| 1º  | Juventud Independiente           |

## Equipos participantes
| Equipo                 | Ciudad               | Entrenadores                                                    | Estadio                              | Capacidad | Marca    | Esponsor                                                     |
| ---------------------- | -------------------- | --------------------------------------------------------------- | ------------------------------------ | --------- | -------- | ------------------------------------------------------------ |
| Alianza                | San Salvador         | Roberto Gamarra (1-5) Vladan Vićević (8-18)                     | Estadio Cuscatlán                    | 53.400    | Lotto.   | Maseca, Los Rinconcitos bar & café, Pan Sinaí.               |
| Isidro Metapán         | Metapán              | Edwin Portillo                                                  | Estadio Jorge "Calero" Suárez        | 8,000     | Milán.   | Bimbo, Holcim, Arroz San Pedro.                              |
| Águila                 | San Miguel           | Hugo Coria (1-8) Omar Sevilla (9-18)                            | Juan Francisco Barraza               | 10,000    | Galaxia. | Mister Donut, Volkswagen, Galaxia.                           |
| Atlético Marte         | San Salvador         | Ramón Paredes (1-9) Fausto Vásquez (10-18)                      | Estadio Cuscatlán                    | 53.400    | Galaxia. | Foskrol, Universidad Francisco Gavidia, La Curacao, Galaxia. |
| FAS                    | Santa Ana            | William Renderos                                                | Estadio Óscar Quiteño                | 15,000    | Milán.   | ALBA petróleo, American Airlines, Farmacia San Lorenzo.      |
| Juventud Independiente | San Juan Opico       | Juan Ramón Sánchez                                              | Complejo Deportivo de San Juan Opico |           | Milán.   | Alcaldía Municipal de San Juan Opico.                        |
| Luis Ángel Firpo       | Usulután             | Nelson Ancheta                                                  | Estadio Sergio Torres                | 5,000     | Joma.    | Pilsener, Burger King, Volkswagen.                           |
| Once Municipal         | Ahuachapán           | Juan Sarulyte                                                   | Estadio Simeón Magaña                | 5,000     | Milán.   | La Geo.                                                      |
| UES                    | San Salvador         | Eraldo Correia (1-9) Miguel Soriano (9-13) Jorge Ábrego (14-18) | Estadio Universitario                | 10,000    |          | ALBA petróleos.                                              |
| Vista Hermosa          | San Francisco Gotera | Víctor Coreas (1-15) Rolando Pérez (16-18)                      | Estadio Correcaminos                 | 4,000     | Milán.   | MK Medicamentos, Cetron, Comercial Rene.                     |

## Tabla de posiciones
|  |     | Equipos de fútbol      | Pts | PJ | G  | E | P  | GF | GC | Dif |
|  | --- | ---------------------- | --- | -- | -- | - | -- | -- | -- | --- |
|  | 1.  | Isidro Metapán         | 36  | 18 | 11 | 3 | 4  | 32 | 21 | +11 |
|  | 2.  | FAS                    | 32  | 18 | 9  | 5 | 4  | 24 | 17 | +7  |
|  | 3.  | Once Municipal         | 30  | 18 | 8  | 6 | 4  | 29 | 20 | +9  |
|  | 4.  | Águila                 | 29  | 18 | 8  | 5 | 5  | 34 | 26 | +8  |
|  | 4.  | Luis Ángel Firpo       | 29  | 18 | 8  | 5 | 5  | 31 | 27 | +4  |
|  | 6.  | Alianza                | 24  | 18 | 6  | 6 | 6  | 18 | 17 | +1  |
|  | 7.  | Atlético Marte         | 23  | 18 | 6  | 5 | 7  | 21 | 21 | 0   |
|  | 8.  | Juventud Independiente | 17  | 18 | 5  | 2 | 11 | 18 | 30 | -12 |
|  | 9.  | UES                    | 14  | 18 | 2  | 8 | 8  | 15 | 29 | -14 |
|  | 10. | Vista Hermosa          | 10  | 18 | 1  | 7 | 10 | 11 | 25 | -14 |

Pts = Puntos; PJ = Partidos Jugados; G = Partidos Ganados; E = Partidos Empatados; P = Partidos Perdidos;
GF = Goles Anotados; GC = Goles Recibidos; Dif = Diferencia de gol
|  | |
|  | Cuatro primeros lugares clasificaron a semifinales. Águila y Luis Ángel Firpo realizaron un juego de desempate para definir el cuarto clasificado a las semifinales. |

## Calendario

### Fase de clasificación
| 30/7 | Universitario          | UES                    | 0:0 | Vista Hermosa  |
| 30/7 | Juan Francisco Barraza | Águila                 | 2:2 | Once Municipal |
| 31/7 | Cuscatlán              | Alianza                | 0:1 | Isidro Metapán |
| 31/7 | Complejo Deportivo     | Juventud Independiente | 1:2 | Atlético Marte |
| 31/7 | Óscar Quiteño          | FAS                    | 1:1 | Firpo          |

| 13/8 | Cuscatlán              | Atlético Marte   | 0:2 | Alianza                |
| 13/8 | Juan Francisco Barraza | Vista Hermosa    | 0:1 | Juventud Independiente |
| 13/8 | Simeón Magaña          | Once Municipal   | 0:1 | UES                    |
| 13/8 | Sergio Torres          | Luis Ángel Firpo | 2:0 | Águila                 |
| 13/8 | Jorge "Calero" Suárez  | Isidro Metapán   | 0:0 | FAS                    |

| 17/8 | Complejo Deportivo     | Juventud Independiente | 1:2 | Once Municipal |
| 17/8 | Juan Francisco Barraza | Águila                 | 3:0 | UES            |
| 17/8 | Óscar Quiteño          | FAS                    | 1:0 | Atlético Marte |
| 17/8 | Cuscatlán              | Alianza                | 2:1 | Vista Hermosa  |
| 5/10 | Sergio Torres          | Luis Ángel Firpo       | 1:3 | Isidro Metapán |

| 20/8 | Juan Francisco Barraza | Vista Hermosa  | 2:2 | FAS                    |
| 20/8 | Universitario          | UES            | 1:0 | Juventud Independiente |
| 20/8 | Jorge "Calero" Suárez  | Isidro Metapán | 3:1 | Águila                 |
| 21/8 | Cuscatlán              | Atlético Marte | 0:1 | Luis Ángel Firpo       |
| 21/8 | Simeón Magaña          | Once Municipal | 1:2 | Alianza                |

| 27/8 | Jorge "Calero" Suárez  | Isidro Metapán   | 2:1 | Atlético Marte         |
| 27/8 | Cuscatlán              | Alianza          | 0:0 | UES                    |
| 28/8 | Juan Francisco Barraza | Águila           | 5:1 | Juventud Independiente |
| 28/8 | Sergio Torres          | Luis Ángel Firpo | 0:2 | Vista Hermosa          |
| 28/8 | Óscar Quiteño          | FAS              | 2:1 | Once Municipal         |

| 21/9 | Cuscatlán          | Atlético Marte         | 2:4 | Águila           |
| 21/9 | Complejo Deportivo | Juventud Independiente | 1:2 | Alianza          |
| 21/9 | Simeón Magaña      | Once Municipal         | 2:1 | Luis Ángel Firpo |
| 21/9 | Universitario      | UES                    | 0:2 | FAS              |
| 9/10 | Correcaminos       | Vista Hermosa          | 0:1 | Isidro Metapán   |

| 10/9 | Cuscatlán              | Atlético Marte   | 0:0 | Vista Hermosa          |
| 10/9 | Jorge "Calero" Suárez  | Isidro Metapán   | 1:1 | Once Municipal         |
| 10/9 | Juan Francisco Barraza | Águila           | 1:2 | Alianza                |
| 11/9 | Sergio Torres          | Luis Ángel Firpo | 1:1 | UES                    |
| 11/9 | Óscar Quiteño          | FAS              | 2:1 | Juventud Independiente |

| 18/9 | Complejo Deportivo     | Juventud Independiente | 2:3 | Luis Ángel Firpo |
| 18/9 | Cuscatlán              | Alianza                | 1:2 | FAS              |
| 18/9 | Juan Francisco Barraza | Águila                 | 2:2 | Vista Hermosa    |
| 18/9 | Simeón Magaña          | Once Municipal         | 1:1 | Atlético Marte   |
| 18/9 | Universitario          | UES                    | 1:3 | Isidro Metapán   |

| 24/9 | Correcaminos            | Vista Hermosa    | 0:2 | Once Municipal         |
| 24/9 | Óscar Quiteño           | FAS              | 1:3 | Águila                 |
| 24/9 | Jorge "Mágico" González | Luis Ángel Firpo | 2:2 | Alianza                |
| 25/9 | Jorge "Calero" Suárez   | Isidro Metapán   | 0:1 | Juventud Independiente |
| 25/9 | Cuscatlán               | Atlético Marte   | 2:0 | UES                    |

| 1/10 | Correcaminos          | Vista Hermosa    | 1:1 | UES                    |
| 1/10 | Jorge "Calero" Suárez | Isidro Metapán   | 1:0 | Alianza                |
| 2/10 | Sergio Torres         | Luis Ángel Firpo | 3:1 | FAS                    |
| 2/10 | Simeón Magaña         | Once Municipal   | 2:0 | Águila                 |
| 2/10 | Cuscatlán             | Atlético Marte   | 3:0 | Juventud Independiente |

| 22/10 | Juan Francisco Barraza | Águila                 | 3:2 | Luis Ángel Firpo |
| 23/10 | Universitario          | UES                    | 1:3 | Once Municipal   |
| 23/10 | Óscar Quiteño          | FAS                    | 3:0 | Isidro Metapán   |
| 23/10 | Complejo Deportivo     | Juventud Independiente | 1:1 | Vista Hermosa    |
| 23/10 | Cuscatlán              | Alianza                | 0:1 | Atlético Marte   |

| 26/10 | Universitario         | UES            | 2:2 | Águila                 |
| 26/10 | Correcaminos          | Vista Hermosa  | 0:0 | Alianza                |
| 26/10 | Simeón Magaña         | Once Municipal | 0:0 | Juventud Independiente |
| 26/10 | Jorge "Calero" Suárez | Isidro Metapán | 4:2 | Luis Ángel Firpo       |
| 26/10 | Cuscatlán             | Atlético Marte | 0:0 | FAS                    |

| 29/10 | Juan Francisco Barraza  | Águila                 | 1:0 | Isidro Metapán |
| 30/10 | Complejo Deportivo      | Juventud Independiente | 3:1 | UES            |
| 30/10 | Jorge "Mágico" González | Alianza                | 0:1 | Once Municipal |
| 30/10 | Sergio Torres           | Luis Ángel Firpo       | 1:0 | Atlético Marte |
| 30/10 | Óscar Quiteño           | FAS                    | 3:1 | Vista Hermosa  |

| 2/11 | Óscar Quiteño          | FAS              | 1:0 | UES                    |
| 2/11 | Cuscatlán              | Alianza          | 1:0 | Juventud Independiente |
| 2/11 | Sergio Torres          | Luis Ángel Firpo | 6:3 | Once Municipal         |
| 2/11 | Juan Francisco Barraza | Águila           | 2:0 | Atlético Marte         |
| 2/11 | Jorge "Calero" Suárez  | Isidro Metapán   | 1:0 | Vista Hermosa          |

| 5/11 | Simeón Magaña                  | Once Municipal         | 1:0 | FAS              |
| 5/11 | Universitario                  | UES                    | 1:1 | Alianza          |
| 5/11 | Polideportivo Vitoria (Nejapa) | Atlético Marte         | 5:3 | Isidro Metapán   |
| 5/11 | Complejo Deportivo             | Juventud Independiente | 2:1 | Águila           |
| 5/11 | Correcaminos                   | Vista Hermosa          | 0:1 | Luis Ángel Firpo |

| 17/11 | Cuscatlán          | Alianza                | 1:1 | Águila           |
| 19/11 | Universitario      | UES                    | 1:1 | Luis Ángel Firpo |
| 19/11 | Correcaminos       | Vista Hermosa          | 0:1 | Atlético Marte   |
| 20/11 | Complejo Deportivo | Juventud Independiente | 1:0 | FAS              |
| 20/11 | Simeón Magaña      | Once Municipal         | 1:1 | Isidro Metapán   |

| 23/11 | Óscar Quiteño         | FAS              | 2:1 | Alianza                |
| 23/11 | Sergio Torres         | Luis Ángel Firpo | 2:1 | Juventud Independiente |
| 23/11 | Correcaminos          | Vista Hermosa    | 1:2 | Águila                 |
| 23/11 | Cuscatlán             | Atlético Marte   | 1:1 | Once Municipal         |
| 23/11 | Jorge "Calero" Suárez | Isidro Metapán   | 4:2 | UES                    |

| 26/11 | Cuscatlán              | Alianza                | 1:1 | Luis Ángel Firpo |
| 26/11 | Simeón Magaña          | Once Municipal         | 5:0 | Vista Hermosa    |
| 26/11 | Juan Francisco Barraza | Águila                 | 1:1 | FAS              |
| 26/11 | Universitario          | UES                    | 2:2 | Atlético Marte   |
| 26/11 | Complejo Deportivo     | Juventud Independiente | 1:4 | Isidro Metapán   |

### Juego de desempate por el cuarto lugar
| 30 de noviembre de 2011 | Águila | 0:1 (0:0) | Luis Ángel Firpo | Estadio Cuscatlán, San Salvador |                          |
|                         |        |           | Canales 90'      | Árbitro(s): Marlon Mejía        | Árbitro(s): Marlon Mejía |

### Semifinales
| 3 de diciembre de 2011 | Isidro Metapán                               | 3:3 (1:1) | Luis Ángel Firpo                      | Estadio Jorge "Calero" Suárez, Metapán |                           |
|                        | Blanco 22' · Turcios 51' (a.g.) · Flores 68' |           | García 3' · J. Alas 69' · Jiménez 90' | Árbitro(s): Elmer Bonilla              | Árbitro(s): Elmer Bonilla |

| 11 de diciembre de 2011                                         | Luis Ángel Firpo | 0:3 (0:1) | Isidro Metapán                  | Estadio Sergio Torres, Usulután |                          |
|                                                                 |                  |           | Blanco 38' 79' · R. Sánchez 69' | Árbitro(s): Marlon Mejía        | Árbitro(s): Marlon Mejía |
| Isidro Metapán avanza a la final con un marcador global de 6:3. |                  |           |                                 |                                 |                          |

| 4 de diciembre de 2011 | Once Municipal | 1:0 (0:0) | FAS | Estadio Simeón Magaña, Ahuachapán |                          |
|                        | Figueroa 58'   |           |     | Árbitro(s): Kenso Araujo          | Árbitro(s): Kenso Araujo |

| 10 de diciembre de 2011                                         | FAS       | 1:2 (1:0) | Once Municipal               | Estadio Óscar Quiteño, Santa Ana |                         |
|                                                                 | Reyes 45' |           | Hütt 68' (pen.) · Fraser 84' | Árbitro(s): Fidel Mejía          | Árbitro(s): Fidel Mejía |
| Once Municipal avanza a la final con un marcador global de 3:1. |           |           |                              |                                  |                         |

### Final
| 1     | POR   | Miguel Montes    |     |
| 2     | DEF   | Ricardo Alvarado |     |
| 3     | DEF   | Alex Escobar     |     |
| 4     | DEF   | Milton Molina    |     |
| 5     | DEF   | Alfredo Pacheco  |     |
| 6     | MED   | Andrés Flores    | 92' |
| 7     | MED   | Héctor Mejía     |     |
| 8     | MED   | Ramón Sánchez    |     |
| 9     | DEL   | Paolo Suárez     |     |
| 10    | DEL   | Lester Blanco    | 88' |
| 11    | DEL   | Allan Kardeck    | 76' |
| D. T. | D. T. | Edwin Portillo   |     |

| 1     | POR   | Jasir Deras      |     |
| 2     | DEF   | Julio Castro     |     |
| 3     | DEF   | Miguel Solís     |     |
| 4     | DEF   | Andrés Medina    |     |
| 5     | MED   | Ronald Pimentel  |     |
| 6     | MED   | Juan Lazo        |     |
| 7     | MED   | Diego Chavarría  |     |
| 8     | MED   | Elder Figueroa   |     |
| 9     | DEL   | Ricardo Orellana | 55' |
| 10    | DEL   | Mario Deras      | 49' |
| 11    | DEL   | Sean Fraser      |     |
| D. T. | D. T. | Juan Sarulyte    |     |

| 12 | Defensa   | Ernesto Aquino     | 76' |
| 13 | Delantero | Christian Bautista | 88' |
| 14 | Delantero | Edwin Sánchez      | 92' |

| 12 | Delantero | Juan Campos | 49' |
| 13 | Delantero | Pablo Hütt  | 55' |

| 51' | Paolo Suárez | 1:0 |

| 72' · 73' · 82' | Ramón Sánchez Allan Kardeck Ernesto Aquino |

| 46' · 54' · 63' | Mario Deras Juan Campos Juan Lazo |

| 72', 85' · 90' | Elder Figueroa Pablo Hütt |

| Principal | Elmer Bonilla |

| 1     | POR   | Miguel Montes    |     |
| 2     | DEF   | Ricardo Alvarado |     |
| 3     | DEF   | Alex Escobar     |     |
| 4     | DEF   | Milton Molina    |     |
| 5     | DEF   | Alfredo Pacheco  |     |
| 6     | MED   | Andrés Flores    | 92' |
| 7     | MED   | Héctor Mejía     |     |
| 8     | MED   | Ramón Sánchez    |     |
| 9     | DEL   | Paolo Suárez     |     |
| 10    | DEL   | Lester Blanco    | 88' |
| 11    | DEL   | Allan Kardeck    | 76' |
| D. T. | D. T. | Edwin Portillo   |     |

| 1     | POR   | Jasir Deras      |     |
| 2     | DEF   | Julio Castro     |     |
| 3     | DEF   | Miguel Solís     |     |
| 4     | DEF   | Andrés Medina    |     |
| 5     | MED   | Ronald Pimentel  |     |
| 6     | MED   | Juan Lazo        |     |
| 7     | MED   | Diego Chavarría  |     |
| 8     | MED   | Elder Figueroa   |     |
| 9     | DEL   | Ricardo Orellana | 55' |
| 10    | DEL   | Mario Deras      | 49' |
| 11    | DEL   | Sean Fraser      |     |
| D. T. | D. T. | Juan Sarulyte    |     |

| 12 | Defensa   | Ernesto Aquino     | 76' |
| 13 | Delantero | Christian Bautista | 88' |
| 14 | Delantero | Edwin Sánchez      | 92' |

| 12 | Delantero | Juan Campos | 49' |
| 13 | Delantero | Pablo Hütt  | 55' |

| 51' | Paolo Suárez | 1:0 |

| 72' · 73' · 82' | Ramón Sánchez Allan Kardeck Ernesto Aquino |

| 46' · 54' · 63' | Mario Deras Juan Campos Juan Lazo |

| 72', 85' · 90' | Elder Figueroa Pablo Hütt |

| Principal | Elmer Bonilla |

| 1     | POR   | Miguel Montes    |     |
| 2     | DEF   | Ricardo Alvarado |     |
| 3     | DEF   | Alex Escobar     |     |
| 4     | DEF   | Milton Molina    |     |
| 5     | DEF   | Alfredo Pacheco  |     |
| 6     | MED   | Andrés Flores    | 92' |
| 7     | MED   | Héctor Mejía     |     |
| 8     | MED   | Ramón Sánchez    |     |
| 9     | DEL   | Paolo Suárez     |     |
| 10    | DEL   | Lester Blanco    | 88' |
| 11    | DEL   | Allan Kardeck    | 76' |
| D. T. | D. T. | Edwin Portillo   |     |

| 1     | POR   | Jasir Deras      |     |
| 2     | DEF   | Julio Castro     |     |
| 3     | DEF   | Miguel Solís     |     |
| 4     | DEF   | Andrés Medina    |     |
| 5     | MED   | Ronald Pimentel  |     |
| 6     | MED   | Juan Lazo        |     |
| 7     | MED   | Diego Chavarría  |     |
| 8     | MED   | Elder Figueroa   |     |
| 9     | DEL   | Ricardo Orellana | 55' |
| 10    | DEL   | Mario Deras      | 49' |
| 11    | DEL   | Sean Fraser      |     |
| D. T. | D. T. | Juan Sarulyte    |     |

| 12 | Defensa   | Ernesto Aquino     | 76' |
| 13 | Delantero | Christian Bautista | 88' |
| 14 | Delantero | Edwin Sánchez      | 92' |

| 12 | Delantero | Juan Campos | 49' |
| 13 | Delantero | Pablo Hütt  | 55' |

| 51' | Paolo Suárez | 1:0 |

| 72' · 73' · 82' | Ramón Sánchez Allan Kardeck Ernesto Aquino |

| 46' · 54' · 63' | Mario Deras Juan Campos Juan Lazo |

| 72', 85' · 90' | Elder Figueroa Pablo Hütt |

| Principal | Elmer Bonilla |

| 1     | POR   | Miguel Montes    |     |
| 2     | DEF   | Ricardo Alvarado |     |
| 3     | DEF   | Alex Escobar     |     |
| 4     | DEF   | Milton Molina    |     |
| 5     | DEF   | Alfredo Pacheco  |     |
| 6     | MED   | Andrés Flores    | 92' |
| 7     | MED   | Héctor Mejía     |     |
| 8     | MED   | Ramón Sánchez    |     |
| 9     | DEL   | Paolo Suárez     |     |
| 10    | DEL   | Lester Blanco    | 88' |
| 11    | DEL   | Allan Kardeck    | 76' |
| D. T. | D. T. | Edwin Portillo   |     |

| 1     | POR   | Jasir Deras      |     |
| 2     | DEF   | Julio Castro     |     |
| 3     | DEF   | Miguel Solís     |     |
| 4     | DEF   | Andrés Medina    |     |
| 5     | MED   | Ronald Pimentel  |     |
| 6     | MED   | Juan Lazo        |     |
| 7     | MED   | Diego Chavarría  |     |
| 8     | MED   | Elder Figueroa   |     |
| 9     | DEL   | Ricardo Orellana | 55' |
| 10    | DEL   | Mario Deras      | 49' |
| 11    | DEL   | Sean Fraser      |     |
| D. T. | D. T. | Juan Sarulyte    |     |

| 12 | Defensa   | Ernesto Aquino     | 76' |
| 13 | Delantero | Christian Bautista | 88' |
| 14 | Delantero | Edwin Sánchez      | 92' |

| 12 | Delantero | Juan Campos | 49' |
| 13 | Delantero | Pablo Hütt  | 55' |

| 51' | Paolo Suárez | 1:0 |

| 72' · 73' · 82' | Ramón Sánchez Allan Kardeck Ernesto Aquino |

| 46' · 54' · 63' | Mario Deras Juan Campos Juan Lazo |

| 72', 85' · 90' | Elder Figueroa Pablo Hütt |

| Principal | Elmer Bonilla |

|                                     |
| Campeón Isidro Metapán Sexto título |

## Premios y reconocimientos

### Goleadores
El periódico El Gráfico premia al goleador de cada torneo con el trofeo Hombre Gol.
| Jugador        | Equipo           | Goles |
| -------------- | ---------------- | ----- |
| Nicolás Muñoz  | Águila           | 15    |
| Anel Canales   | Luis Ángel Firpo | 14    |
| Sean Fraser    | Once Municipal   | 14    |
| Williams Reyes | FAS              | 10    |
| Osael Romero   | Águila           | 8     |
| Paolo Suárez   | Isidro Metapán   | 8     |

### Portero menos vencido
| Jugador                | Equipo         | Estadística           |
| ---------------------- | -------------- | --------------------- |
| Henry Edimar Hernández | Isidro Metapán | 16 goles en 17 juegos |

### Jugador más disciplinado
| Jugador               | Equipo | Estadística                                   |
| --------------------- | ------ | --------------------------------------------- |
| Luis Edgardo Conteras | FAS    | 1.440 minutos en 17 partidos sin amonestación |

### Entrenador con más victorias
| Entrenador     | Equipo         | Estadística    |
| -------------- | -------------- | -------------- |
| Edwin Portillo | Isidro Metapán | diez victorias |

### Mejor novato
| Jugador      | Equipo                 |
| ------------ | ---------------------- |
| Darwin Cerén | Juventud Independiente |